# Joan Standing
Joan Standing (Worcester, 21 giugno 1903 – Houston, 3 febbraio 1979) è stata un'attrice inglese.

## Biografia
Nacque in una larga famiglia di artisti inglesi dello spettacolo: fu nipote di Herbert Standing (1846-1923), figlia di Herbert Jr. (1882-1955), attore di teatro, e cugina di Kay Hammond, ed ebbe per zii altri attori importanti come Wyndham, Percy, Jack e Sir Guy Standing.
Dall'Inghilterra si trasferì con la famiglia ancora bambina a Los Angeles e già nel 1919 interpretò il suo primo film, The Loves of Letty. Ne seguirono più di sessanta, tra i quali Oliviero Twist (1922), The Campus Flirt (1926) e Dracula (1931), con Bela Lugosi. La sua carriera declinò negli anni Trenta, per concludersi nel 1940 con Il villaggio più pazzo del mondo di Albert S. Rogell.
Nel 1927 aveva sposato l'operatore di camera Otto Pierce (1903-1957) col quale ebbe due figli. Joan Standing morì di tumore a Houston nel 1979.

## Filmografia parziale
- The Loves of Letty, regia di Frank Lloyd  (1919)
- Silk Hosiery, regia di Fred Niblo (1920)
- Il marchio di fuoco (The Branding Iron), regia di Reginald Barker (1920)
- I banditi di Lost-Hope (Lorna Doone), regia di Maurice Tourneur (1922)
- Oliviero Twist (Oliver Twist), regia di Frank Lloyd (1922)
- Pleasure Mad, regia di Reginald Barker (1923)
- Pandemonio (A Noise in Newboro), regia di Harry Beaumont (1923)
- Felicità (Happiness), regia di King Vidor (1924)
- Miss America (The Beauty Prize), regia di Lloyd Ingraham (1924)
- Rapacità (Greed), regia di Erich von Stroheim (1924)
- The Skyrocket, regia di Marshall Neilan (1926)
- Ragione per cui (Memory Lane), regia di John M. Stahl (1926)
- Miss Charleston (Sandy), regia di Harry Beaumont (1926)
- The Little Firebrand
- Lost at Sea
- The Campus Flirt (1926)
- The College Hero, regia di Walter Lang (1927)
- Lo sciabolatore del Sahara (1928)
- È suonata la libera uscita (1928)
- The Marriage Playground, regia di Lothar Mendes (1929)
- Ex-Flame, regia di Victor Halperin (1930)
- Street of Chance, regia di John Cromwell (1930)
- Dracula, regia di Tod Browning (1931)
- La voce del sangue (Never the Twain Shall Meet), regia di W.S. Van Dyke (1931)
- Young as You Feel, regia di Frank Borzage (1931)
- Jane Eyre - L'angelo dell'amore (Jane Eyre), regia di Christy Cabanne (1934)
- Il villaggio più pazzo del mondo (Li'l Abner), regia di Albert S. Rogell (1940)